# Paul Miller
Paul Miller (ur. 17 listopada 1982) – amerykański koszykarz. W sezonie 2013/2014 zawodnik Śląska Wrocław.

## Przebieg kariery
- 2005-2006 Wichita State (NCAA)
- 2006-2007 Daegu Orions
- 2006-2007 Eisbaeren Bremerhaven
- 2007-2008 SPEC Polonia Warszawa
- 2008-2009 Anwil Włocławek
- 2009-2010 Triumf Lubiercy
- 2010-2011 Anwil Włocławek
- 2011-2012 Aliaga Petkim
- 2012-2013 JDA Dijon Bourgogne
- 2013-2014 Śląsk Wrocław

## Statystyki podczas występów w PLK
- Sezon 2007/2008 (Polonia Warszawa): 26 meczów (średnio 11,6 punktu oraz 6,7 zbiórki w ciągu 25,6 minuty)
- Sezon 2008/2009 (Anwil Włocławek): 39 meczów (średnio 13,8 punktu oraz 6,5 zbiórki w ciągu 24,6 minuty)
- Sezon 2010/2011 (Anwil Włocławek): 26 meczów (średnio 12 punktów oraz 6,6 zbiórki w ciągu 23,6 minuty)
- Sezon 2013-2014 (Śląsk Wrocław): 21 meczów (średnio 13,6 punktu oraz 7,8 zbiórki w ciągu 26,3 minuty)